# Nechanice
Nechanice là một thị trấn thuộc huyện Hradec Králové, vùng Královéhradecký, Cộng hòa Séc.